# Ken Harris
Karyl Ross "Ken" Harris (né le 31 juillet 1898 dans le Comté de Tulare et mort le 24 mars 1982 à Los Angeles) est animateur américain ayant travaillé pour plusieurs studios d'animation.

## Biographie
Il est unanimement reconnu comme « le » maître animateur de la Warner Bros de l'époque. Il était le pilier de l'équipe de Chuck Jones. Cette association a duré de 1938 à 1962. Après avoir quitté Chuck Jones, Ken Harris a travaillé avec l'ancien animateur Phil Monroe sur deux dessins animés avant que la Warner Bros ferme son département de dessin animé.
En 1963, Ken Harris a travaillé brièvement pour Friz Freleng sur la production originale La Panthère rose. Ensuite, en 1964, il a participé au projet du premier long métrage de Hanna-Barbera, Hey There It's Yogi Bear, puis, il rejoint par la suite, Chuck Jones à la MGM pour trois ans comme animateur pour Grinch Stole Christmas.
« Il a été un maitre, un virtuose, Ken Harris fait tout » Chuck Jones
En 1966, Ken Harris est invité au studio de Richard Williams, animateur indépendant à Londres, où il a servi de mentor et d'employé à Richard Williams.